# George Blake (Leichtathlet)

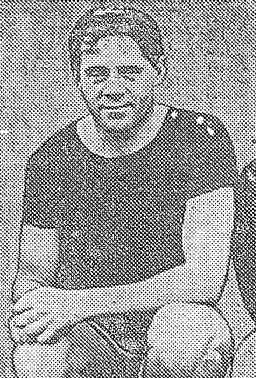
George Blake (1905)

George Blake (George Bernard Blake; * 4. September 1878 in St. Kilda, Victoria; † 6. Februar 1946 in Cheltenham, Victoria) war ein australischer Mittel- und Langstreckenläufer.

## Karriere
Bei den Olympischen Zwischenspielen 1906 in Athen wurde er jeweils Sechster im Fünf-Meilen-Lauf und im Marathon. Über 1500 m schied er im Vorlauf aus. Zwei Jahre später scheiterte er bei den Olympischen Spielen in London über fünf Meilen im Vorlauf. Im Marathon gab er nach der Kollision mit einem Radfahrer verletzt auf. Bei den australasiatischen Meisterschaften wurde er über drei Meilen dreimal Zweiter (1901, 1904, 1909) und einmal Dritter (1908).